# Слана-Бара
Слана-Бара (болг. Слана бара) — село в Болгарии. Находится в Видинской области, входит в общину Видин. Население составляет 558 человек.

## Политическая ситуация
В местном кметстве Слана-Бара, в состав которого входит Слана-Бара, должность кмета (старосты) исполняет Пролет Димитрова Павлова (коалиция в составе 3 партий: Демократы за сильную Болгарию (ДСБ), Земледельческий народный союз (ЗНС), Союз демократических сил (СДС)) по результатам выборов правления кметства.
Кмет (мэр) общины Видин — Румен Ангелов Видов (Граждане за европейское развитие Болгарии (ГЕРБ)) по результатам выборов в правление общины.